# 圓滿愛上你
《圓滿愛上你》，馬來西亞ntv7時裝電視劇，製作單位為新傳媒製作馬來西亞分公司，由莊惟翔、葉朝明、羅憶詩及林佩琦領銜主演，監製為郭贄豪，製作人為楊錫彬。

## 播出时间

### 首播
| 頻道 | 所在地   | 播映日期      | 播出時間               |
| ntv7 | 马来西亚 | 2016年9月20日 | 星期一至四 21:30-22:30 |

### 重播
| 頻道     | 所在地   | 播映日期     | 播出時間               |
| 八度空间 | 马来西亚 | 2017年9月8日 | 星期一至五 15:00-16:00 |

## 故事概要
《圆满爱上你》讲述著名老字号海鲜馆是海龙（庄惟翔饰）和海明（叶良财饰）的祖传家业，由海明的妻子罗思兰（林佩琦饰），及其父亲罗大江一起经营。
某天，海龙意外弄伤一神秘女子唐圆满（罗忆诗饰），海龙对这来历不明的女子颇感兴趣，对她也无防备之心，甚至想要收留没有落脚处的她。这举动遭到罗思兰的大力反对，只因圆满和她之前有过误会。经常带旅客来吃饭的女导游马晓玉，是罗思兰的表妹，她一直暗恋着海龙，对他千依百顺，其实，海龙对她根本没有爱意，只把她当作妹妹看待。
碌碌无为的侦探康新星（叶朝明饰）对圆满的身份存疑，一直明察暗访。圆满先是被误以为是酒吧女，之后被查到是卷款私逃的周安安，接着是杀人嫌疑犯伍百合，搞得大家也无法确定到底哪个才是她的真实身份。即使她身世背景复杂，海龙也不嫌弃，还对她一心一意，让圆满很是感动。
自从圆满出现后，海龙所有心思都放在她身上，让马晓玉很是妒忌。一次，马晓玉发现圆满很可能是唐氏企业的千金唐圆满，急忙告知众人，希望大家别再被圆满骗得团团转。从周安安，到伍百合，再到“唐圆满”，游海龙、康新星不禁晕头转向。也因为此事，两人闹得不愉快，圆满只好向他坦诚一切。海龙得知一切的前因后果之后，心情复杂，对圆满渐渐失去信任。此时，圆满却因为母亲突然病倒而被迫回唐氏企业打理公司，俩人最终落得协议分手；圆满更因此卷入公司的贪污舞弊事件，遭人绑架！唐圆满和游海龙的爱情最终能否有个圆满的结局呢？

## 演員表

### 主要演员
| 演員   | 角色   | 暱稱/關係 | 登场集数 |
| 莊惟翔 | 游海龍 | 游海明的弟弟 康新星的好朋友 喜歡唐圓滿，後為其男友 阳光类型的海鲜店小老板，于海鲜店倒闭后到摩托店打工 於第1集因生气被游海明塞死猫与康新星去树林打野猫不小心射伤唐圆满 於第22集遭方卓深綁架，與唐圓滿從高樓墮下，深受重傷 於第22集從昏迷中甦醒後，失去了記憶並忘記了唐圓滿，最後與失忆的唐圓滿重新認識                                                                            |          |
| 羅憶詩 | 唐圓滿 | 唐氏企業的富家千金 趙蘭蘭之繼女 周安安，伍百合之好友 被游海龙和康新星以为是妈妈桑的上官美娜，酒吧女 Aurora ，卷款私逃的周安安和杀人嫌疑犯伍百合 喜歡遊海龍，後為其女友 於第1集被游海龙射伤 於第22集遭方卓深綁架，被槍傷後從高樓墮下，深受重傷，後來因頭蓋骨部分傷勢嚴重，被醫生估計可能再也醒不來 於第22集從昏迷中甦醒後，失去了記憶並忘記了遊海龍，最後與與失忆的遊海龍重新認識 |          |
| 葉朝明 | 康新星 | 游海龙的好朋友 碌碌无为的侦探 |          |

### 其他角色
| 演員       | 角色   | 暱稱/關係 | 登场集数 |
| 叶良财     | 游海明 | 罗思兰的老公，因为有小三而闹翻后和好 游海龙的哥哥 罗大江的女婿 败家，把父亲留下的6间老字号海鲜馆卖剩1间          |          |
| 林佩琦     | 罗思兰 | 游海明的老婆，因为游海明有小三而闹翻后和好 游海龙的大嫂 罗大江的女儿 马晓玉的表姐 因贪心而输完游海龙和游海明的钱 | 全剧     |
| 周周       | 马晓玉 | 罗思兰的表妹 导游 喜欢游海龙 和唐圆满是情敌，一直陷害唐圆满                                                      |          |
| 林志祥 Zac | 贾聪明 | 游海龙和康新星的朋友 婚礼策划家                                                                                  |          |
| 吴为媚     | 伍佰和 | 唐圆满和周安安的好朋友 杀人嫌疑犯，最后被判无罪释放                                                              |          |

## 電視節目的變遷
| 马来西亚 ntv7 7势如虹时段 星期一至四 21:30 - 22:30 | 马来西亚 ntv7 7势如虹时段 星期一至四 21:30 - 22:30 | 马来西亚 ntv7 7势如虹时段 星期一至四 21:30 - 22:30 |
| -------------------------------------------------- | -------------------------------------------------- | -------------------------------------------------- |
|                                                    | 圓滿愛上你 （2016.09.20 - 2016.10.26）             |                                                    |
| 十年…你还好吗？ （2016.08.16 - 2016.09.19）        | 信約：我們的家園 （2016.10.27 - 2016.12.19）       |                                                    |